# بنزتیدین
بنزتیدین (انگلیسی: Benzethidine) از مشتقات 4-فنیل پیپریدین و با خواص ضددرد است که در حال حاضر دیگر تجویز نمی‌شود.